# 梅吉穆列 (地區)

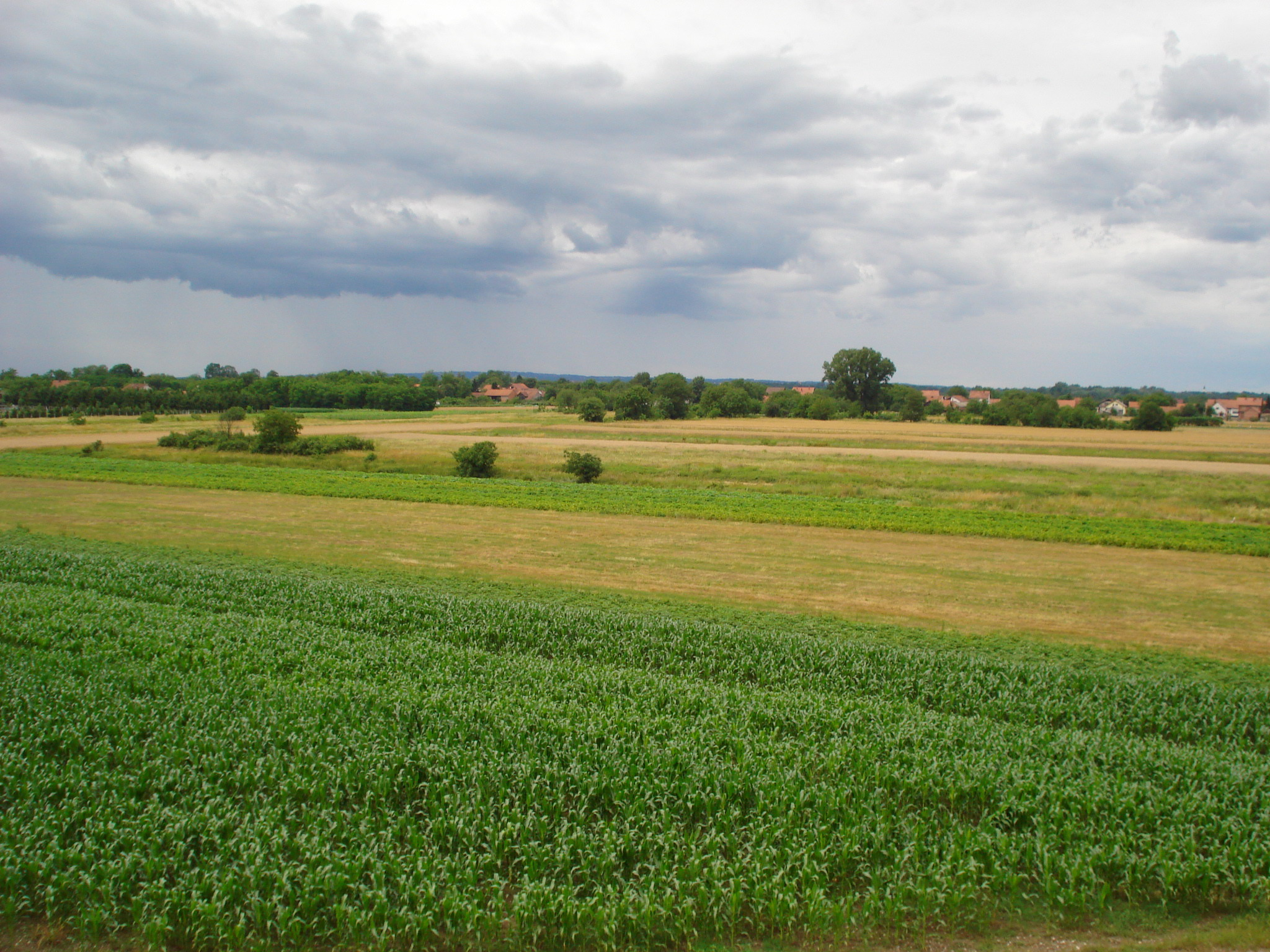
梅吉穆列地區的景色

梅吉穆列是位於克罗地亚北部的一个地區，它位於穆爾河和德拉瓦河之間，區域與現今的梅吉穆列縣差不多。自新石器时代和青铜时代起，梅吉穆列地區就有人居住。